# Славинский, Иван Ефимович
Ива́н Ефи́мович Слави́нский (род. 1968, Ленинград) — современный российский художник, член Союза художников России. Ивана Славинского в разные периоды его творчества приписывали то к реалистам, то к постмодернистам, то к сюрреалистам. Соединив на холсте эти разные манеры живописи, Славинский создал свой стиль, свой художественный почерк.
```

```

 «Живопись Славинского ближе всего к жанру фантастического реализма»  (недоступная ссылка)
Дмитрий Буткевич, эксперт арт-и антик-рынков, журналист, искусствовед 

## Биография
Иван Славинский родился 26 апреля 1968 года в Ленинграде. Его отец — Дмитрий Георгиевич Обозненко, художник-баталист, заслуженный художник РСФСР, а мать — Галина Викторовна Патраболова, искусствовед, экскурсовод. Рисовать Иван начал с 5 лет, профессиональные навыки получил в художественной школе при Академии Художеств. Первая выставка Ивана Славинского в Санкт-Петербурге состоялась в галерее «Товарищество Свободных Художников» в 1991 году. Живописец постепенно стал приобретать известность в Санкт-Петербурге. Появились приглашения и в галереи Москвы. Позднее, в 1993 году Иван Славинский уехал во Францию, где жил и работал по контрактам европейских галерей. За это время состоялись его персональные выставки в Люксембурге, Дублине (Ирландия), Стокгольме (Швеция), Марселе, Париже (Франция) и других городах.
Через 8 лет Иван Славинский вернулся в Россию.
В июне 2007 года в Санкт-Петербурге открылась художественная галерея IVAN SLAVINSKY. Расширив профиль своей деятельности галерея поменяла название на SLAVINSKY ART и представляла художника до 2011 года. С февраля 2016 года в Петербурге открылась новая галерея художника SLAVINSKY PROJECT.
С 1997 года Иван Славинский является членом Союза Художников России.
В 2009 году Иван Славинский стал художником-куратором благотворительной художественной акции «Азбука», которая проводится ежегодно в рамках «Рождественской ярмарки» в Санкт-Петербурге.

## /Личная жизнь/
-Дважды женат, трое сыновей.-

## Творчество
Фантастический реализм — жанр, в котором работает Иван Славинский. Сутью данного жанра является новая реальность, которую художник передает с помощью пластических загадок и метафор. Отличительными чертами полотен являются метаморфозы, иносказания, сложные художественные композиции, богатая палитра красок. Славинский пишет и классические натюрморты, на которых присутствуют наутилусы и астролябии, и портреты в духе импрессионизма, и картины о средневековых рыцарях, и сюрреалистические полотна, и городские пейзажи.
Профессиональная активность Ивана Славинского охватывает более тридцати  лет.

### Изданные альбомы
- «Славинский». Альбом иллюстраций (издан к выставке в «Товариществе свободных художников» в типографии Ивана Федорова, 1992 год)
- «Славинский». Альбом работ. 37 иллюстраций. (издан галереей «Пантелеймоновская», дизайн, изготовление: ЗАО «Русский антиквариат», 2006 год)[3]
- «Иван Славинский. Хозяин времени». Альбом работ. 87 иллюстраций (издан галереей SLAVINSKY ART, 2007 год)[4]

### Известные владельцы картин
Картины Ивана Славинского нашли своё место в коллекциях Михаэля Шумахера, голландских и французских министров и в швейцарском офисе компании Майкрософт (Microsoft). В России владельцами его картин стали актриса Рената Литвинова, телеведущий Иван Ургант, солист группы «Мумий Тролль» Илья Лагутенко.

### Участие в выставках
| 1989        | персональная выставка в г. Дублин (Ирландия) |
| 1988—2004   | постоянная экспозиция работ в галерее «Невский, 20», г. Санкт-Петербург. Персональные выставки в этой галерее состоялись в 1990, в 1991, в 1992, 1998 и 2001 гг. |
| 1990        | участие в параде галерей в «Ц. В. З. Манеж», г. Санкт-Петербург                                                                                                  |
| 1990        | участие в выставке «Дни России в Швеции», г. Стокгольм |
| 1991        | участие в выставке молодых художников Санкт-Петербурга |
| 1992        | участие в международной выставке в г. Марсель (Франция) |
| 1994—2001   | сотрудничество с галереей «NATALIE BOIDYREFF» в Париже (Франция), где прошло пять персональных выставок                                                          |
| 1996 и 1998 | персональные выставки в Люксембурге |
| 1999        | участие в художественной выставке в Центральном Выставочном Зале Союза Художников России, г. Москва                                                              |
| 2001        | участие в выставке «Мир восьмерых» в квартире — музее актёров Самойловых на Стремянной ул., г. Санкт-Петербург                                                   |
| с 2002      | открыта постоянно действующая экспозиция в галерее «ROSARTA» г. Роттердам (Голландия)                                                                            |
| 2003        | участие в выставке художников «Товарищество свободных художников Санкт-Петербурга», посвященной юбилею города                                                    |
| 2007        | экспозиция «MASTER OF TIME» в художественной галерее SLAVINSKY ART, г. Санкт-Петербург                                                                           |
| 2007        | рождественская экспозиция пейзажей «Зимний Петербург» в художественной галерее SLAVINSKY ART, г. Санкт-Петербург                                                 |
| 2008        | специальная выставка «SPEED and COLOR» в рамках Международного форума «Сочи 2014: международное и культурно-образовательное измерение» (Москва, РГГУ)            |
| 2008        | экспозиция «THE KING OF THE MASQUERADE» в художественной галерее SLAVINSKY ART, г. Санкт-Петербург                                                               |
| 2008        | выставка «SPEED and COLOR» на VII Международном инвестиционном форуме, г. Сочи                                                                                   |
| 2008        | выставка «Иван Славинский. Грани реальности» в галерее ART MIX, г. Антверпен (Бельгия)                                                                           |
| 2008        | интерактивная медиа-выставка «Управляемые миры» во дворце Белосельских-Белозерских, г. Санкт-Петербург                                                           |
| 2008        | выставка «Music of the life» в Константиновском дворце, г. Санкт-Петербург                                                                                       |
| 2009        | участие в ярмарке современного искусства «ART Eindhoven: the Top of the Art», г. Эйндховен (Нидерланды)                                                          |
| 2009        | выставка «Возвращение бумеранга», Российская Академия Художеств, галерея Зураба Церетели                                                                         |